# Olympische Geschichte Antiguas und Barbudas
| Gelbes Symbol für Goldmedaillen mit stilisierten Olympischen Ringen | Graues Symbol für Silbermedaillen mit stilisierten Olympischen Ringen | Braundes Symbol für Bronzemedaillen mit stilisierten Olympischen Ringen |
| ------------------------------------------------------------------- | --------------------------------------------------------------------- | ----------------------------------------------------------------------- |
| —                                                                   | —                                                                     | —                                                                       |

Antigua und Barbuda nimmt seit 1976 an Olympischen Sommerspielen teil. Mit Ausnahme von 1980 trat das Land an allen folgenden Sommerspielen an. Auf eine Teilnahme an Olympischen Winterspielen wurde verzichtet. Medaillen konnten bislang nicht gewonnen werden.

## Olympische Bewegung
Die olympische Bewegung Antiguas und Barbudas begann sich Mitte der 1960er Jahre zu formieren. Fünf Jahre nachdem die Westindische Föderation, zu der die beiden Inseln gehörten, an den Olympischen Sommerspielen 1960 in Rom teilgenommen hatte, entstand auf Antigua der Wunsch, eine eigene Delegation zu den VIII. British Empire and Commonwealth Games in Kingston (Jamaika) zu senden. Zu diesem Zweck wurde 1965 die Antigua Olympic and Commonwealth Games Association (AOCGA) gegründet und im Jahr darauf gab Antigua bei den Commonwealth Games sein Debüt auf der internationalen Sportbühne. 1968 stellte die AOCGA dann beim Internationalen Olympischen Komitee erstmals einen Antrag auf Aufnahme in die olympische Familie. Das Gesuch stand aber nicht im Einklang mit der Satzung des IOC und wurde abgelehnt. Erst 1975 startete man nach einer Reorganisation des AOCGA einen zweiten Anlauf. Das IOC akzeptierte auf seiner 77. Session am Rande der Olympischen Winterspiele 1976 in Innsbruck die Bewerbung und erklärte Antigua zum vorläufigen Mitglied. Im Rahmen der 78. Session des IOC im Juli 1976 in Montreal erhielt das AOCGA seine volle Anerkennung.

## Übersicht
Das olympische Debüt Antiguas und Barbudas erfolgte 1976 in Montreal mit einer Mannschaft aus Leichtathleten und Radsportlern. Erster Olympionike war am 20. Juli 1976 der Radrennfahrer Donald Christian. Die britische Kolonie folgte dem Boykottaufruf der USA und blieb den Sommerspielen von Moskau 1980 fern.
1984 in Los Angeles ging mit der Radrennfahrerin Elisha Hughes die erste Frau des nun unabhängigen Inselstaates bei Olympischen Spielen an den Start. In Los Angeles war erstmals ein Segler des Landes dabei, in Seoul 1988 erstmals Boxer.
In der Folgezeit blieben vordere Platzierungen weiterhin aus. 1996 in Atlanta starteten erstmals Kanuten des Landes, 2004 in Athen Schwimmer. Erst 2008 in Peking konnte sich ein Sportler des Landes in den Fokus schieben. Der Leichtathlet Brendan Christian erreichte im 200-Meter-Lauf das Halbfinale. Das gleiche Ergebnis erreichte 2012 in London Daniel Bailey über 100 Meter.

## Übersicht der Teilnehmer

### Sommerspiele
| Jahr      | Athleten           | Athleten           | Athleten           | Flaggenträger                    | Sportarten         | Sportarten         | Sportarten         | Sportarten         | Sportarten         | Sportarten         | Medaillen          | Medaillen          | Medaillen          | Medaillen          | Rang               |
| Jahr      | Gesamt             | Männer             | Frauen             | Flaggenträger                    | Leichtathletik     | Radsport           | Segeln             | Boxen              | Kanusport          | Schwimmen          |                    |                    |                    | Total              | Rang               |
| --------- | ------------------ | ------------------ | ------------------ | -------------------------------- | ------------------ | ------------------ | ------------------ | ------------------ | ------------------ | ------------------ | ------------------ | ------------------ | ------------------ | ------------------ | ------------------ |
| 1896–1972 | nicht teilgenommen | nicht teilgenommen | nicht teilgenommen | nicht teilgenommen               | nicht teilgenommen | nicht teilgenommen | nicht teilgenommen | nicht teilgenommen | nicht teilgenommen | nicht teilgenommen | nicht teilgenommen | nicht teilgenommen | nicht teilgenommen | nicht teilgenommen | nicht teilgenommen |
| 1976      | 10                 | 10                 | 0                  |                                  | 8                  | 2                  |                    |                    |                    |                    |                    |                    |                    |                    |                    |
| 1980      | nicht teilgenommen | nicht teilgenommen | nicht teilgenommen | nicht teilgenommen               | nicht teilgenommen | nicht teilgenommen | nicht teilgenommen | nicht teilgenommen | nicht teilgenommen | nicht teilgenommen | nicht teilgenommen | nicht teilgenommen | nicht teilgenommen | nicht teilgenommen | nicht teilgenommen |
| 1984      | 14                 | 10                 | 4                  | Lester Benjamin                  | 10                 | 3                  | 1                  |                    |                    |                    |                    |                    |                    |                    |                    |
| 1988      | 15                 | 12                 | 3                  | Jocelyn Joseph                   | 10                 | 2                  | 1                  | 2                  |                    |                    |                    |                    |                    |                    |                    |
| 1992      | 13                 | 9                  | 4                  |                                  | 5                  | 3                  | 5                  |                    |                    |                    |                    |                    |                    |                    |                    |
| 1996      | 13                 | 8                  | 5                  | Heather Samuel                   | 8                  | 1                  | 1                  |                    | 3                  |                    |                    |                    |                    |                    |                    |
| 2000      | 3                  | 2                  | 1                  | Heather Samuel                   | 2                  |                    | 1                  |                    |                    |                    |                    |                    |                    |                    |                    |
| 2004      | 5                  | 3                  | 2                  | Daniel Bailey                    | 3                  |                    |                    |                    |                    | 2                  |                    |                    |                    |                    |                    |
| 2008      | 5                  | 4                  | 1                  | James Grayman                    | 4                  |                    |                    |                    |                    | 1                  |                    |                    |                    |                    |                    |
| 2012      | 4                  | 2                  | 2                  | Daniel Bailey                    | 3                  |                    |                    |                    |                    | 1                  |                    |                    |                    |                    |                    |
| 2016      | 9                  | 7                  | 2                  | Daniel Bailey                    | 7                  |                    |                    |                    |                    | 2                  |                    |                    |                    |                    |                    |
| 2020      | 6                  | 3                  | 3                  | Samantha Roberts & Cejhae Greene | 2                  |                    | 1                  | 1                  |                    | 2                  |                    |                    |                    |                    |                    |
| 2024      | 5                  | 3                  | 2                  | Joella Lloyd & Cejhae Greene     | 2                  |                    | 1                  |                    |                    | 2                  |                    |                    |                    |                    |                    |
| Gesamt    | Gesamt             | Gesamt             | Gesamt             | Gesamt                           | Gesamt             | Gesamt             | Gesamt             | Gesamt             | Gesamt             | Gesamt             | 0                  | 0                  | 0                  | 0                  | -                  |

### Winterspiele
| Jahr      | Athleten           | Athleten           | Athleten           | Flaggenträger      | Sportarten         | Medaillen          | Medaillen          | Medaillen          | Medaillen          | Medaillen          |
| Jahr      | Gesamt             | m                  | w                  | Flaggenträger      | Sportarten         |                    |                    |                    | Gesamt             | Rang               |
| --------- | ------------------ | ------------------ | ------------------ | ------------------ | ------------------ | ------------------ | ------------------ | ------------------ | ------------------ | ------------------ |
| 1924–2022 | nicht teilgenommen | nicht teilgenommen | nicht teilgenommen | nicht teilgenommen | nicht teilgenommen | nicht teilgenommen | nicht teilgenommen | nicht teilgenommen | nicht teilgenommen | nicht teilgenommen |
| Gesamt    | Gesamt             | Gesamt             | Gesamt             | Gesamt             | Gesamt             | 0                  | 0                  | 0                  | 0                  | -                  |

## Medaillengewinner

### Goldmedaillen
Bislang (Stand 2024) keine Medaillengewinner

### Silbermedaillen
Bislang (Stand 2024) keine Medaillengewinner

### Bronzemedaillen
Bislang (Stand 2024) keine Medaillengewinner